# Autostrasse H5
De Autostrasse H5 is een klein deel van de H5. Dit deel is een 7 km lange autoweg en loopt van Aarau tot aan Rupperswil. Het is een vrij lokale weg die bijna direct toegang geeft tot de A1.